# MG ZR
O ZR foi um modelo automotivo tipo hatchback da MG produzido entre 2001 e 2005.
Teve algumas versões como a ZR105 com 101 hp de potência, a ZR120 com motor 1.800 cc que fornece 115 hp, a ZR160 com 158 hp e a ZR 2.0TD turbo diesel com 99 hp. A versão ZR120 era equipada com transmissão continuamente variável (Câmbio CVT).